# Wilhelm Droste (homme politique, 1933)
Pour les articles homonymes, voir Droste.
Wilhelm Droste (né le 9 mars 1933 à Altena et mort le 23 octobre 2020) est un homme politique allemand (CDU) et membre du Landtag de Rhénanie-du-Nord-Westphalie de 1970 à 1985.

## Biographie
Après l'école élémentaire et le lycée, Wilhelm Droste termine un apprentissage de pâtissier, passe l'examen de compagnon en 1952, puis étudie à l'école technique des pâtissiers. En 1957, il réussit l'examen de maître artisan et à partir de 1960, il dirige sa propre confiserie avec un café à Ratingen-Hösel. Il est également chef de la guilde des pâtissiers de l'arrondissement de Mettmann.
Droste est veuf et a quatre enfants. Son fils aîné du même nom, Wilhelm Droste, devient également un homme politique de la CDU et est membre du Landtag de Rhénanie-du-Nord-Westphalie de 1995 à 2016 dans la même circonscription que son père et, depuis 2006, conseiller juridique de la CDU. Sa fille Bernadette Droste est également avocate et membre de la CDU et dirige la représentation de l'État de Hesse à Berlin. Son fils Andreas Droste est notaire à Burscheid. Son plus jeune fils Michael est un maître pâtissier et a repris l'entreprise familiale à Ratingen.
À partir de 1990, Droste développe l'entreprise avec son fils Michael à Wilhelm Droste et Michael Droste GbR, une chaîne de six cafés-pâtisseries à Ratingen et dans les villes voisines. Des travaux de construction d'une valeur de 324000 DM sont entrés dans l'agrandissement, que Droste reçoit dans son rôle d'homme politique d'un entrepreneur du bâtiment actif à Ratingen.

## Parti et fonction publique
Droste rejoint la CDU en 1956. En 1979, il devient vice-président de l'association municipale CDU Ratingen.
Droste est maire de la commune de Hösel de 1964 à 1974. De 1964 à 1974, il est membre de la représentation officielle du bureau d'Angerland et maire de 1972 à 1974. Après l'incorporation en 1975, il est membre du conseil municipal de Ratingen et président de longue date du groupe parlementaire CDU et adjoint au maire.
Du 26 juillet 1970 au 29 mai 1985 Droste est membre du Landtag de Rhénanie-du-Nord-Westphalie, dans les 7e et 8e législatures pour la 62e circonscription Düsseldorf-Mettmann III et lors de la 9e législature pour la 42e circonscription Mettmann III (Heiligenhaus/Ratingen). En 1985, il perd la circonscription au profit de Hans Kraft (SPD).
En 2000, Droste démissionne de toutes ses fonctions politiques peu de temps avant les élections régionales après des allégations de corruption. 

## Procédure pénale pour corruption
Wilhelm Droste est reconnu coupable de corruption en tant que député dans une procédure pénale et n'échappe à la première condamnation nationale d'un homme politique pour corruption de parlementaires qu'en ne respectant pas le délai fixé par le tribunal régional de Düsseldorf. Le procureur a demandé un an de prison. 
Selon le parquet, Droste, en tant que membre du conseil municipal et adjoint au maire, a fait acheter par un entrepreneur du bâtiment son vote et son influence en tant qu '«homme fort» du groupe parlementaire CDU pour un plan de développement à Ratingen. En contrepartie, le maître d'œuvre dispose la rénovation et l'agrandissement des pâtisseries-cafés du pâtissier et de son domicile avec des apports en nature de l'ordre de 147000 DM. Il accepte 13 dons individuels au fil des ans. 
Le parquet de Wuppertal porte plainte contre cela en 2004. Le tribunal régional de Düsseldorf reporte l'ouverture de la procédure jusqu'en 2006 afin d'attendre un arrêt historique de la Cour fédérale de justice (BGH). Il est décidé en mai 2006 que les hommes politiques élus ne sont pas des fonctionnaires et ne peuvent donc pas être accusés de corruption dans l'exercice de leurs fonctions. La procédure pénale est ensuite ouverte en juillet 2006 sur l'infraction pénale de corruption de parlementaires, dont le délai de prescription est beaucoup plus court à dix ans. Ce délai de prescription prend fin pour l'infraction commise par Droste en novembre 2006, en raison du vote final sur le plan directeur le 26 novembre 1996. En mars 2007, le tribunal de district de Düsseldorf déclare Droste coupable du délit de corruption en tant que député, mais l'acquitte en raison du délai de prescription. Le juge justifie le fait qu'il n'a pas prononcé le verdict en temps utile avant l'expiration du délai de prescription par «surcharge de travail».
Dans un deuxième complexe de corruption, Droste reçoit d'autres travaux de construction d'une valeur de 177 000 DM de la même entreprise de construction de 1997 à 1999. Suivant un schéma similaire, il a influencé les conseils et la résolution du plan de développement du Ratinger "Calor Emag" dans l'intérêt de l'entrepreneur. Dans ce deuxième chef d'accusation, le tribunal régional de Düsseldorf acquitte d'abord l'homme politique. Le juge ne veut pas établir avec une certitude absolue un lien de causalité avec la décision du plan d'aménagement dans l'intérêt de l'entrepreneur en bâtiment. Selon l'arrêt, la somme a également pu être versée pour «bonne conduite générale». Droste qualifie cette décision de justice de «glorieuse».
En janvier 2008, la Cour fédérale de justice annule l'intégralité de l'arrêt dans son appel. Il justifie son jugement de la plus haute instance par une évaluation incomplète des preuves par le tribunal régional de Düsseldorf. Entre autres choses, le parquet fédéral a remis en question le délai de prescription dans le premier cas, car les paiements ultérieurs dans le second cas pouvaient constituer une corruption continue.  Le tribunal voit comme preuve du lien direct entre la corruption et le vote que les versements de pots-de-vin étaient effectués la veille du vote du conseil. Le BGH renvoie l'affaire devant l'instance inférieure pour une nouvelle audience et décision, mais non plus devant le tribunal régional de Düsseldorf, mais devant le tribunal régional d'Essen.
En septembre 2009, il est annoncé que la procédure contre Droste selon le § 153a StPO contre paiement d'une amende de 100000 euros ainsi que la procédure contre l'entrepreneur Joachim T. contre paiement de 15000 euros ou 500 heures de travail non rémunéré sont fixés. Droste et T. ne contestent plus les allégations, que la chambre considère comme des aveux. 